# Obléhání Varšavy (1939)

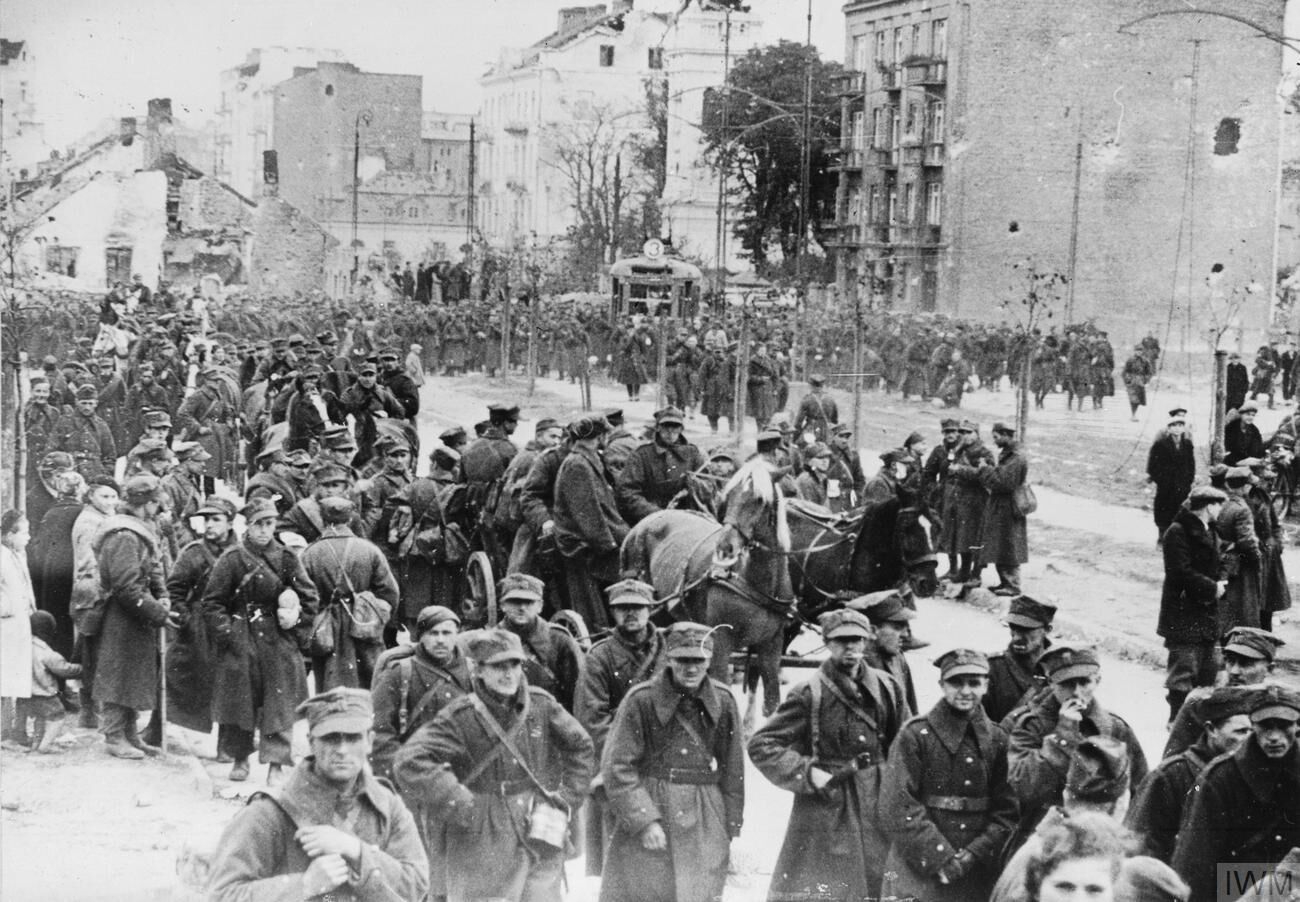
Polští zajatci po dobytí Varšavy, 30. září 1939.

Obléhání Varšavy (polsky Obrona Warszawy) představovalo součást bitvy o Polsko, její závěrečnou část. Varšavské jednotky polské armády bránily město před postupujícím německým vojskem. Město bylo obleženo dne 8. září 1939 a dobyto 28. září 1939.

## Historie
Obléhání předcházelo rozsáhlé letecké bombardování. První nálet na Varšavu vykonala Luftwaffe dne 1. září 1939. V následujících dnech nařídilo vojenské velení zastavit všechny vojenské transporty, které směřovaly na západní frontu přes polskou metropoli, a použít je na její obranu. Varšavský primátor Stefan Starzyński vyzval prostřednictvím rádia obyvatele města k stavbě barikád.
Boje na terénu poté probíhaly od 8. září 1939, kdy první německé jednotky dosáhly obce Wola na jihozápadním okraji města. První německý útok byl nicméně polskými silami velmi rychle odražen, takže německé vojsko muselo vyčkat na příhodnější situaci. Mezitím pokračovalo každý den i každou noc ostřelování města. 25. září zahájili Němci postup na město ze všech stran.
Polská posádka pod vedením Waleriana Czumy kapitulovala 28. září 1939. Za polskou stranu podepsal kapitulaci Juliusz Rómmel. Po dobytí města bylo vzato do zajetí 140 000 polských vojáků. Až do ledna 1945 pak bylo město okupováno německou armádou.